# بول (تشاد)
بول هي مدينة في تشاد، عاصمة إقليم البحيرة، تقع بول على بعد 152 كم شمال عاصمة تشاد انجمينا، ويخدم المدينة مطار بول.

## التركيبة السكانية
| عام  | السكان |
| ---- | ------ |
| 1993 | 7769   |
| 2008 | 1120   |
| 2017 | 11700  |

## روابط خارجية
- رابط الصورة على موقع اليونسكو
- بعض الإحصائيات